# Ley de Servicios de la Sociedad de la Información
La Ley 34/2002, de 11 de julio de Servicios de la Sociedad de Información y Comercio Electrónico (LSSI o LSSICE), es una ley aprobada en España en 2002.

## Estructura
La Ley comprende un total de 45 artículos divididos en 7 títulos y finaliza con una serie de disposiciones y un anexo. Su estructura es la siguiente :
- Título I. Disposiciones generales.
  - Capítulo I. Objeto.
  - Capítulo II. Ámbito de aplicación.
- Título II. Prestación de servicios de la sociedad de la información.
  - Capítulo I. Principio de libre prestación de servicios.
  - Capítulo II. Obligaciones y régimen de responsabilidad de los prestadores de servicios de la sociedad de la información.
- Sección I. Obligaciones.
  - Sección II. Régimen de responsabilidad.
  - Capítulo III. Códigos de conducta.
- Título III. Comunicaciones comerciales por vía electrónica.
- Título IV. Contratación por vía electrónica.
- Título V. Solución judicial y extrajudicial de conflictos.
  - Capítulo I. Acción de cesación.
  - Capítulo II. Solución extrajudicial de conflictos.
- Título VI. Información y control.
- Título VII. Infracciones y sanciones.

## Objetivo
La regulación del régimen jurídico de los servicios de la sociedad de la información y de la contratación por vía electrónica, en lo referente a:

- Las obligaciones de los prestadores de servicios incluidos los que actúen como intermediarios en la transmisión de contenidos por las redes de telecomunicaciones
- Las comunicaciones comerciales por vía electrónica
- La información previa y posterior a la celebración de contratos electrónicos
- Las condiciones relativas a su validez y eficacia
- El régimen sancionador aplicable a los prestadores de servicios de la sociedad de la información.

## ¿Qué son los servicios de la sociedad de la información?
Concepto

"Todo servicio prestado normalmente a título oneroso, a distancia, por vía electrónica y a petición individual del destinatario. El concepto de servicio de la sociedad de la información comprende también los servicios no remunerados por sus destinatarios, en la medida en que constituyan una actividad económica para el prestador de servicios."

Son servicios de la sociedad de la información, entre otros y siempre que representen una actividad económica, los siguientes:

La contratación de bienes o servicios por vía electrónica.
   

La organización y gestión de subastas por medios electrónicos o de mercados y centros   
comerciales virtuales.

La gestión de compras en la red por grupos de personas.

El envío de comunicaciones comerciales.

El suministro de información por vía telemática.

El vídeo bajo demanda, como servicio en que el usuario puede seleccionar a través de la red, 
tanto el programa deseado como el momento de su suministro y recepción, 

y, en general, la distribución de contenidos previa petición individual.

No tendrán la consideración de servicios de la sociedad de la información los que no
reúnan las características señaladas en el primer párrafo de este apartado y, en particular, los siguientes:

Los servicios prestados por medio de telefonía vocal, fax o télex.

El intercambio de información por medio de correo electrónico u otro medio de comunicación  
electrónica equivalente para fines ajenos a la actividad económica de quienes lo utilizan.

Los servicios de radiodifusión televisiva (incluidos los servicios de cuasivídeo a la 
carta), contemplados en el artículo 3.a) de la Ley 25/1994, de 12 de julio, por la que se 
incorpora al ordenamiento jurídico español la Directiva 89/552/CEE, del Consejo, de 3 de     
Octubre, sobre la coordinación de determinadas disposiciones legales, reglamentarias y 
administrativas de los Estados miembros relativas al ejercicio de actividades de   radiodifusión televisiva, o cualquier otra que la sustituya.

Los servicios de radiodifusión sonora, y el teletexto televisivo y otros servicios equivalentes como las guías electrónicas de programas ofrecidas a través de las plataformas televisivas.

## Sanciones
Las sanciones tienen una elevada cuantía. Dichas sanciones dependen de la infracción cometida.
Se dividen en:
- Las sanciones leves hasta 30.000 euros (euros)
- Las sanciones graves van de 30.001 hasta 150.000 euros (euros)
- Las sanciones muy graves van de 150.001 hasta 600.000 euros (euros)